# Cosa faremo da grandi?
| Recensione       | Giudizio |
| ---------------- | -------- |
| Ondarock         | 7.5/10   |
| Rockit           | Positivo |
| Rockol           |          |
| Sentireascoltare | 6.8/10   |

Cosa faremo da grandi? è il secondo album in studio del cantautore italiano Lucio Corsi, pubblicato il 17 gennaio 2020.

## Descrizione
L'album è prodotto da Francesco Bianconi e Antonio Cupertino per l'etichetta Sugar Music, sempre in collaborazione con Picicca Dischi, registrato e mixato a Milano al San Pedro Studio e masterizzato da Giovanni Versari presso La Maestà Studio di Tredozio.
Cosa faremo da grandi? è composto da nove tracce che uniscono il rock acustico ed elettrico a suoni più delicati grazie all'utilizzo frequente di archi, contrabasso e anche della marimba e del mellotron. Ogni brano racconta una storia di carattere favolistico e surreale, definite dallo stesso cantante come «storie vere sotto forma di bugie», e narrate risentendo dell'influenza di cantautori quali Paolo Conte e Ivan Graziani con un approccio stilistico-musicale che richiama il glam rock britannico degli anni settanta.
Temi principali dell'album sono la leggerezza e il viaggio, a cominciare dalla title track Cosa faremo da grandi?, che narra di una «grande impresa mandata in fumo con l'animo in pace» in un mondo dove «si festeggiano più le partenze che i traguardi, in cui si può smontare tutto ciò che si è fatto per ripartire serenamente verso altre avventure». In L'orologio il protagonista immagina di potere viaggiare nel tempo soltanto indossando un orologio da polso; in Bigbuca un bambino riesce a scavare una buca tanto profonda così da ingannare la gravità e ritrovarsi in Cina «con le gambe verso il cielo»; in Freccia Bianca il tema del viaggio è impersonificato dal Frecciabianca tra Grosseto e Milano che il cantautore ha più volte utilizzato per i suoi spostamenti, immaginato come lo spirito del capo indiano Freccia Bianca, che risale al galoppo la penisola italiana. Le suggestioni della Maremma, sempre presenti nei suoi lavori, tornano sia nella title track sia in Onde, brano scritto osservando il moto del mare sulla spiaggia di Castiglione della Pescaia. Il vento è protagonista della traccia Trieste, dove la bora della città viene rivalutata come spinta anziché come freno, e anche di Amico vola via, la storia di un ragazzo di Lugano «che era troppo secco, col vento volava» e nonostante tutti inventassero nuovi modi per tenerlo a terra, «a nessuno venne in mente di costruirgli le ali»; Senza titolo è invece «un talkin' blues alla Woody Guthrie, un flusso di immagini che s'intrecciano», mentre La ragazza trasparente è una canzone d'amore – la seconda mai scritta dal cantautore dopo Canzone per me di Vetulonia Dakar – dedicata a una ragazza trasparente proprio perché non esiste.

## Promozione
L'uscita dell'album è stata anticipata dalla pubblicazione dei singoli Cosa faremo da grandi? il 25 ottobre 2019 e Freccia Bianca il 9 gennaio 2020. Il 4 dicembre 2019 ha annunciato l'uscita dell'album al programma televisivo L'assedio su Nove, condotto da Daria Bignardi, dove ha anche eseguito il brano Cosa faremo da grandi?. I videoclip dei singoli, diretti da Tommaso Ottomano, sono stati pubblicati sul canale YouTube del cantante e intesi come parte di un unico mediometraggio che include anche momenti musicali inediti che non sono presenti nel disco, come alcuni riff di chitarra aggiuntivi e una scena che vede il cantautore intonare il canto popolare Maremma amara insieme al Coro degli Etruschi. Sia il mediometraggio sia il video musicale del terzo singolo Trieste, nuovamente diretto da Ottomano e pubblicato il 23 aprile 2020, hanno visto la collaborazione di Gucci per i costumi.
Il tour promozionale dell'album ha avuto inizio il 15 febbraio 2020 al Cinema Lumière di Pisa e prevedeva inizialmente un totale di nove date distribuite nelle maggiori città italiane, in cui il cantautore era accompagnato da una band dal vivo, composta da Filippo Scandroglio e Giulio Grillo, rispettivamente chitarrista e tastierista dei Quartiere Coffee, Michelangelo Scandroglio al basso, Iacopo Nieri al pianoforte, e alla batteria Marco Ronconi, già membro del gruppo post-core Blind Fool Love. Il tour è stato però interrotto dopo la data all'Auditorium Parco della Musica di Roma a causa della pandemia di COVID-19, e riprogrammato per il mese di ottobre. Nel corso dell'estate sono state però aggiunte nuove date, e il tour ha potuto così riprendere con la formazione al completo a partire dal 1º agosto.

## Tracce
Testi e musiche di Lucio Corsi.
1. Cosa faremo da grandi? – 3:00
2. Freccia Bianca – 3:19
3. L'orologio – 2:02
4. Trieste – 3:23
5. Onde – 3:59
6. Senza titolo – 2:56
7. Amico vola via – 3:54
8. Bigbuca – 3:15
9. La ragazza trasparente – 2:30

Durata totale: 28:18

## Formazione
- Lucio Corsi – voce, chitarra acustica ed elettrica, pianoforte, mellotron, organo
- Francesco Bianconi – mellotron, prophet, moog, cori
- Sebastiano De Gennaro – batteria, percussioni, vibrafono, marimba
- Alessandro Maiorino – basso elettrico e contrabasso
- Marco Ronconi – percussioni
- Tommaso Ottomano – chitarra elettrica
- Antonio Cupertino – cori
- Daniele Richiedei e Alberto Martinelli – violino
- Laura Hernandez Garcia – viola
- Federico Bianchetti – violoncello

## Classifiche
| Classifica (2025) | Posizione massima |
| ----------------- | ----------------- |
| Italia            | 23                |